# Suitbertstein
Der Suitbertstein bei Dörrebach im Landkreis Bad Kreuznach ist die Ruine eines spätmittelalterlichen Wohnturms.

## Geschichte
Es fehlen jedwede urkundliche Belege für die Burg. Der Name ist nur durch den Volksmund überliefert und hat wahrscheinlich nichts mit dem Heiligen Suitbert zu tun. Durch ihre Bauform kann die Anlage in die zweite Hälfte des 15. oder ins frühe 16. Jahrhundert datiert werden. Als Erbauer können die Wolfen von Sponheim angenommen werden, die 1425 vom Erzstift Mainz mit Dörrebach und Seibersbach belehnt wurden. Im Lehensbuch der Pfalzgrafen und Kurfürsten Rupprecht III (1398–1400) wird ein „Burgelin halb zu Stromberg“ erwähnt, was sich aber wahrscheinlich nicht auf den Suitbertstein bezieht.

## Anlage
Die Ruine liegt versteckt im Wald nordöstlich von Dörrebach oberhalb vom Seibersbach unmittelbar neben einem höheren Felsvorsprung. Der aus Bruchsteinen errichtete Turm war fünfgeschossig, hat eine Grundfläche von circa 8 × 10 m und ist in einer Höhe von bis zu 12 m erhalten. Am Turm finden sich mehrere Fensteröffnungen und flache Schießscharten. Zwischen den Kanten des Turmes sind die Wände zum Teil bis zu den Grundmauern heruntergebrochen.